# Es ist ein Ros entsprungen

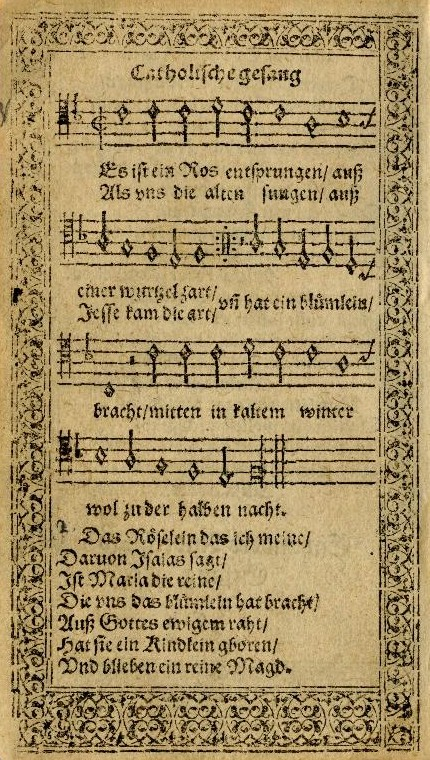
Es ist ein Ros entsprungen
De eerstegedrukte versie in het Speyerer Gesangbuch van 1599

Es ist ein Ros entsprungen is een traditioneel Duits kerstlied.

## Geschiedenis
De meest bekende zetting van het lied is van Michael Praetorius, die het in 1609 componeerde. De melodie stamt echter vermoedelijk uit 1599, althans uit dat jaar stamt de oudst bekende versie, namelijk die van het Speyerer Gesangbuch (voluit: Alte Catholische Geistliche Kirchengeseng auff die fürnemste Feste). Deze versie had 23 strofen. Ook in Nederland bestaan een katholieke en een protestantse versie van het lied. De tekstverschillen zijn voornamelijk terug te voeren op de plaats die Maria binnen beide geloofsrichtingen inneemt.
Oorspronkelijk stond de roos symbool voor Maria, zoals ook uit de oorspronkelijke tekst blijkt. In het lied wordt gezinspeeld op de tekst van de profeet Isaïas (Jesaja) 11:1: En er zal een rijsje voortkomen uit de tronk van Isaï en een scheut uit zijn wortelen zal vrucht dragen.
De zinsnede: van u zingt Isaias, van 't bloemken dat gij bracht verwijst weliswaar naar de geboorte van Christus, doch toont tevens aan dat de oorspronkelijke tekst aan Maria was gericht.
Voor de protestantse eredienst was deze benadering minder geëigend. Om deze reden verrichtte Praetorius al snel een aanpassing aan de tekst, waarbij das Röslein door Maria werd gebracht, zodat daarmee nu Christus bedoeld werd. In latere protestantse versies werd de roos soms zelfs door een rijs (=twijg) of rijsje vervangen.

### Nederlandstalige versies
De katholieke versie van de tekst is vermoedelijk in de 18e eeuw in het Nederlands vertaald. Ze staat bekend als "Er is een roos ontsprongen" en kende nog een aantal bewerkingen nadien. Zo werd de tekst later nog met een couplet uitgebreid. Gezangen voor Liturgie vermeldt Luc. van Hoek bij de versie zoals hieronder gegeven.
De meest bekende Nederlandstalige protestantse versie, "Er is een roos ontloken", werd in 1973 geschreven door Jan Wit voor het (interkerkelijke) Liedboek voor de Kerken, waarin het als nummer 132 is te vinden. Voordien bestonden er tal van andere protestantse versies, zoals: "Een roze frisch ontloken" (1911), "Een Rijsje is voortgekomen", "Daar is een twijg ontloken" (1933) en "Een twijg is voortgekomen" (1944). In het Fries is er eveneens een vertaling, namelijk: "In Roas is iepensprongen", zoals opgenomen in het Lieteboek foar de tsjerken (1977).
Ook wordt er in Nederland op dezelfde melodie het lied "De witte vlokken zweven" gezongen. De tekst hiervan is eveneens religieus van aard, maar bevat geen verwijzingen meer naar de oorspronkelijke Bijbeltekst. Deze tekst werd in 1882 opgenomen in de gezangbundel van de Nederlandse Protestantenbond.

## Tekst van de Duitstalige originelen en de Nederlandstalige versies
| Duits, katholiek, Speyerer Gasangbuch (1599) | Duits, protestants, Praetorius (1609) | Nederlands, katholiek | Nederlands, protestants | Nederlands, hervormd (1938) |
| --- | --- | --- | --- | --- |
| 1. Es ist ein Ros entsprungen aus einer Wurzel zart, wie uns die Alten sungen, von Jesse kam die Art und hat ein Blümlein bracht mitten im kalten Winter, wohl zu der halben Nacht. | Es ist ein Ros entsprungen aus einer Wurzel zart, wie uns die Alten sungen, von Jesse kam die Art und hat ein Blümlein bracht mitten im kalten Winter, wohl zu der halben Nacht. | Er is een roos ontsprongen uit ene wortelstam; die, lijk ons d’ouden zongen, uit Jesse 't leven nam; nu heeft zij bloem gebracht, in 't midden van de winter, in 't midden van de nacht. | Er is een roos ontloken uit barre wintergrond, zoals er was gesproken door der profeten mond. En Davids oud geslacht is weer opnieuw gaan bloeien in 't midden van de nacht.      | Een roze, frisch ontloken, uit teeren wortel kwam, want d'oudheid had gesproken: "Zij bloeit uit Jesse's stam" Die heeft een bloem gebracht al in den kouden winter te midden van den nacht.     |
| 2. Das Röslein, das ich meine, davon Isaias sagt, ist Maria die reine, die uns das Blümlein bracht. Aus Gottes ewgem Rat hat sie ein Kind geboren und blieb ein reine Magd.         | Das Röslein, das ich meine, davon Jesaia sagt, hat uns gebracht alleine Marie die reine Magd. Aus Gottes ewgem Rat hat sie ein Kind geboren welches uns selig macht.             | O rozenstruik, Maria, o alderpuurste Maagd: van u zingt Isaias, van 't bloemken, dat gij bracht; want eeuwig in Gods raad lag dat gij 't Kind zoudt baren tot alder wereld baat.         | Die roos van ons verlangen, dat uitverkoren zaad, is door een maagd ontvangen uit Gods verborgen raad. Maria was bereid, toen Gabriël haar groette in 't midden van de tijd.      | Die bloem van wond'ren luister, waarvan Jesaja sprak, bloeid' op, toen door het duister het licht der wereld brak. Toen is in stillen nacht Maria's kind geboren, dat ons Gods heilwoord bracht. |
| | | 3. Wij bidden u van harte om 't Kind dat op u loech, om deez’ lief bloemkes smarten, die het voor ons verdroeg: wil ons toch hulpe zijn, dat wij U mogen maken een woning fraai en fijn. | Die bloem van Gods behagen heeft, naar Jesaja sprak, de winterkou verdragen als allerdorste tak.. O roos als bloed zo rood, God komt zijn volk bezoeken in 't midden van de dood. | Die bloem, zoo klein en teder, met haren geur zoo zoet, brengt ons de zonne weder, die 't duister wijken doet. O Jezus, mensch en God, bij U is wel geborgen ons aardsch en eeuwig lot.          |
| | | | | |